# Синдякинский сельсовет
Синдякинский сельсове́т — сельское поселение в Хлевенском районе Липецкой области. 
Административный центр — село Синдякино.

## История
В соответствии с законами Липецкой области №114-оз от 02.07.2004 и №126-оз от 23.09.2004 сельсовет наделён статусом сельского поселения, установлены границы муниципального образования.

## Население
| 2009 | 2010 | 2012 | 2013 | 2014 | 2015 | 2016 |
| ---- | ---- | ---- | ---- | ---- | ---- | ---- |
| 820  | ↘811 | ↗812 | ↘811 | ↘793 | ↘772 | ↗779 |
| 2017 | 2018 | 2021 |      |      |      |      |
| ↘756 | ↘735 | ↘649 |      |      |      |      |

## Состав сельского поселения
| № | Населённый пункт     | Тип населённого пункта       | Население |
| - | -------------------- | ---------------------------- | --------- |
| 1 | Воронежское Маланино | деревня                      | →0        |
| 2 | Знаменка             | деревня                      | ↗38       |
| 3 | Курино               | село                         | ↗84       |
| 4 | Манино               | село                         | ↗82       |
| 5 | Нечаевка             | деревня                      | ↘30       |
| 6 | Плещеево             | деревня                      | ↗49       |
| 7 | Подгорное            | деревня                      | ↘116      |
| 8 | Синдякино            | село, административный центр | ↘412      |